# Snorting Maradonas
Snorting Maradonas är ett svenskt punkband från Borås och Ulricehamn som bildades 2003. Bandet har bland annat uppträtt på Motståndsfestivalen, och flera av deras låtar har, på grund av deras respektlöshet gentemot Carl XVI Gustaf och hans familj, uppmärksammats i kvällspressen. 2006 släppte bandet sin senaste EP Klasskamrater på Sekerhetspersonaal Records.
Bandet lades ner i augusti 2009 i samband med dess sista spelning på Sjuhäradsfestivalen i Ulricehamn.
Vissa av bandmedlemmarna har fortsatt i andra musikprojekt som Monark X och The Wolf Verine.
Bandet återförenades 2013 för en spelning i Göteborg med anledning av bandets tioårsjubileum.

## Medlemmar
- Erik Sjöstrand (2003 - 2009) – Sång och elektrisk mandolin
- Robin Ahlqvist (2008 - 2009) – Elbas
- Robert Olsson (2008 - 2009) – Elgitarr
- Ragnar "Skorpan" Bern (2004 - 2009) – Trummor

### Tidigare medlemmar
- John Kvarnström (2003 - 2004) – Elgitarr
- David Börjesson (2003 - 2004) – Trummor
- Pelle Andersson (2003 - 2008) – Elbas (senare i Monark X)
- Harry Chichon (2004 - 2008) – Elgitarr

## Diskografi
- 2004 – Betongsbröder (Demo)
- 2005 – Lärobok
- 2006 – Klasskamrater (EP)

## Fotnoter
1. ↑  ”Expressen: Nya sexhånet mot Madeleine”. Arkiverad från originalet den 14 juni 2011. https://web.archive.org/web/20110614164307/http://www.expressen.se/1.304289. Läst 22 juni 2007.
2. ↑  Bergenavisen: Sex-hånes av punkband
3. ↑  DN På Stan: Personalstyrka Arkiverad 15 maj 2011 hämtat från the Wayback Machine.
4. ↑  ”TV2/Nettavisen: Grov sexhån mot Madeleine”. Arkiverad från originalet den 13 februari 2006. https://web.archive.org/web/20060213224321/http://pub.tv2.no/nettavisen/side2/kongelig/article541136.ece. Läst 3 november 2007.
5. ↑  ”Adresseavisen: Kongelig sex-hets”. Arkiverad från originalet den 27 september 2011. https://web.archive.org/web/20110927044553/http://www.adressa.no/kultur/musikk/article609509.ece. Läst 3 november 2007.